# 张箫雪
张箫雪（1992年12月13日—），中国女子曲棍球運動員，亦為中国国家女子曲棍球队成員。

## 簡歷
2016年，张箫雪代表中国出戰巴西里约热内卢舉行的奥林匹克运动会女子曲棍球比賽。中国队最終排名小组第五位，无缘八强。